# Palpita austrounionalis
Palpita austrounionalis is een vlinder uit de familie van de grasmotten (Crambidae), uit de onderfamilie van de Spilomelinae. De wetenschappelijke naam van deze soort is voor het eerst voorgesteld door Hiroshi Inoue in een publicatie uit 1997.
De spanwijdte is ongeveer 3 centimeter.

## Verspreiding
De soort komt voor in Australië.

## Waardplanten
De rups leeft op:
- Ericaceae
  - Arbutus unedo[1]
- Oleaceae
  - Jasminum officinale[1]
  - Ligustrum vulgare (Liguster)[1]
  - Olea europaea (Olijf)[1]